# (103421) Laurmatt
(103421) Laurmatt est un astéroïde de la ceinture principale.

## Description
(103421) Laurmatt est un astéroïde de la ceinture principale. Il fut découvert le 6 janvier 2000 à San Marcello Pistoiese par Luciano Tesi et Giuseppe Forti. Il présente une orbite caractérisée par un demi-grand axe de 2,31 UA, une excentricité de 0,07 et une inclinaison de 8,5° par rapport à l'écliptique.

## Compléments